# Inés Sastre

Inés Sastre, 2024

Inés Sastre Moratón (* 21. November 1973 in Valladolid, Spanien) ist ein spanisches Fotomodell, Mannequin und eine Schauspielerin. Sie lebte in London und in Paris und zog 2020 nach Madrid.

## Werdegang
Mit zwölf Jahren startete Inés Sastre ihre Blitzkarriere: Nach Modeaufnahmen für die spanische Kaufhauskette El Corte Inglés wurde sie für einen McDonald’s-TV-Werbespot engagiert. In dieser Werbung entdeckte sie Kult-Regisseur Carlos Saura und machte sie zu einer Hauptdarstellerin in seinem nächsten Film. So wurde sie innerhalb kurzer Zeit in der spanischsprachigen Welt recht bekannt.
1989 gewann sie den internationalen 'Look-of-the Year'-Wettbewerb der renommierten Pariser Supermodel-Agentur Elite. Doch schlug sie den ihr angebotenen Agentur-Vertrag aus, um die Schule abzuschließen. 1992 nahm sie ihr Studium an der Universität Sorbonne in Paris auf, das sie mit einem Diplom in französischer Literatur abschloss. Im Jahr 1996 wurde sie von Lancôme zum neuen „Trésor“-Gesicht bestimmt und löste 1998 Isabella Rossellini als Lancôme-Gesicht ab. Seitdem ist sie das weltweite Top-Model von Lancôme.
2006 heiratete sie ihren Freund Alexandro Corrias in der Brompton Oratory Church in London und bekam im Oktober 2006 einen Sohn. Im September 2007 erklärte Inés Sastre gegenüber dem spanischen Magazin Hola, dass die Ehe geschieden und das Paar wieder getrennte Wege gehen wird.

## Werbung und Mode
1997 erhielt sie die Auszeichnung Beauté Naturelle bei den Prix de la mode in Paris (Natural Beauty Trophy / Paris Fashion Awards). Sie war lange bei Elite, Ford-Models und Next-Models in Paris und New York unter Vertrag und arbeitet derzeit mit City-Models. Dabei machte sie Werbung für Vivelle, Rodier, Max Factor, Chaumet, American Legend, Ann Taylor, Bally, J. Crew und J.P. Tod’s. Ihr größtes Kapital ist ihre Wandlungsfähigkeit in Gesicht und Mimik. Lancôme schreibt: Inés Sastre besitzt die Verwandlungsfähigkeit eines Chamäleons. Auf Werbeaufnahmen erkennt man sie oft nur an einem kleinen Leberfleck am rechten oberen Lippenrand wieder.
Als Mannequin hat sie für Giorgio Armani, Ralph Lauren, Valentino, Chanel, Ferretti, Prada, Michel Klein, Genny, Vivienne Westwood, Corinne Cobson, Jean-Paul Gaultier, Fendi, Paco Rabanne, Hervé Leger, Mulberry, Marc Jacobs und Sonia Rykiel gearbeitet. Sie schmückte die Titelseiten unzähliger Modezeitschriften, u. a. von Elle, Vogue, Glamour und Marie Claire.
Daneben hat sie sich ab 1998 als Botschafterin der UNICEF für Kinder in aller Welt engagiert.

## Film
Als Schauspielerin spielte Inés Sastre eine ihrer ersten Rollen im Film Jenseits der Wolken (1995), der unter der Regie von Michelangelo Antonioni und Wim Wenders entstand. Sie spielte in diesem Film neben John Malkovich, Sophie Marceau, Jean Reno, Marcello Mastroianni und Jeanne Moreau. Sastre wurde für ihre Hauptrolle im argentinischen Film Un amor de Borges (2000) für einen Preis der Asociación de Críticos Cinematográficos de Argentina nominiert. Sie spielte im preisgekrönten Film Vidocq (2001) neben Gérard Depardieu eine größere Rolle. Im Filmdrama The Lost City (2005) spielte sie neben Andy García, Dustin Hoffman und Bill Murray.

## Filmografie
- 1987: El Dorado – Gier nach Gold (El Dorado) – Regie: Carlos Saura
- 1989: Johanna d’Arc of Mongolia – Regie: Ulrike Ottinger
- 1990: Ausbruch aus dem Paradies (Fuga dal Paradiso) – Regie: Ettore Pasculli
- 1995: Jenseits der Wolken (Al di là delle nuvole) – Regie: Michelangelo Antonioni und Wim Wenders
- 1995: Fare un film per me è vivere (Dokumentation über Beyond the Clouds) – Regie: Enrica Antonioni
- 1995: Sabrina – Regie: Sydney Pollack
- 1997: Der Trauzeuge meines Mannes (Il testimone dello sposo) – Regie: Pupi Avati
- 1998: Der Graf von Monte Christo  (Le comte de Monte Cristo, Miniserie, vier Folgen) – Regie: Josée Dayan
- 1999: Un amor de Borges – Regie: Javier Torre
- 2001: Vercingétorix – Kampf gegen Rom (Vercingétorix) – Regie: Jacques Dorfmann
- 2001: Torrente 2: Misión en Marbella – Regie: Santiago Segura
- 2001: Vidocq – Regie: Pitof
- 2003: Variaciones 1/113
- 2003: Io no – Regie: Simona Izzo und Riccardo Tognazzi
- 2003: Volpone (Fernsehfilm) – Regie: Frédéric Auburtin
- 2005: The Lost City – Regie: Andy García
- 2007: La cena per farli conoscere